# Fujitsu VP2000
Il VP2000 era la seconda linea di supercomputer vettoriali prodotti da Fujitsu. La linea rimpiazzo la Fujitsu VP e venne presentata nel 1990 e venne venduta per un breve periodo prima di venir rimpiazzata da macchine basate su parallelismo massivo.
La VP2000 era sotto molti punti di vista simile al Cray-1, utilizzava dei processori vettoriali e un numero elevato di registri vettoriali che venivano utilizzati per accelerare le operazioni limitando gli accessi alla memoria. In aggiunta le unità vettoriali erano in grado di eseguire due operazioni di moltiplicazione e somma per ciclo di clock. Questo genere di operazioni erano molto comuni nelle applicazioni per supercomputer e quindi consentivano un netto incremento delle prestazioni. Il VP2000 a parità di frequenza di clock forniva prestazioni superiori a quelle del Cray-1.
Un'altra differenza era che il sistema possedeva delle unità scalari che funzionavano alla metà della frequenza utilizzata dalle unità vettoriali. Secondo la legge di Amdahl un calcolatore tende ad andare alla velocità dell'unità più lenta a meno che i programmi non utilizzino in maniera preponderante le unità veloci. Quindi in teoria il VP2000 doveva fornire prestazioni inferiori a quelle del Cray-1 ma in realtà questo non era vero. Il motivo di questa contraddizione tra teoria e pratica non è chiaro.
Uno dei maggior difetti della prima unità VP era la limitata banda passante verso la memoria che limitava le prestazioni del sistema dato che spesso i processori dovevano attendere il caricamento dei dati dalla memoria. La serie VP2000 fornì i processori di una seconda unità di caricamento dati in modo da raddoppiare la banda passante verso la memoria.
Diverse versioni della macchina vennero vendute e differenti prezzi. La linea di fascia bassa partiva con il VP2100 funzionante con un ciclo di clock di 8ns (125 MHz) e generava circa 0.5 gigaFLOPS (circa da un quarto a un ottavo della velocità di un Cray). I modelli VP2200 e VP2400 incrementarono la potenza di calcolo a 1.25 e 2.5 GigaFLOPS di picco. Il sistema di fascia alta VP2600 funzionava a 3.2 ns (312.5 MHz) e sviluppava 5 GigaFLOPS di picco. Tutti i modelli erano disponibili nella versione /10 con un solo processore scalare e nella versione /20 con due processori scalari. Inoltre la serie 2200 e 2400 erano disponibili anche nella versione /40 con quattro processori scalari. Dato che ogni processore scalare aveva due unità di caricamento dei dati dalla memoria, l'aggiunta di un processore scalare incrementava la larghezza di banda, consentiva a più programmi di venire eseguiti contemporaneamente e quindi aumentava la possibilità di utilizzare le unità vettoriali. Ogni unità aumentava le prestazioni di circa 1.5 volte e difatti il VP2400/40 aveva prestazioni simili al VP2600/20.
Le macchine utilizzavano un sistema operativo Unix compatibile chiamato UXP/M o il sistema operativo VSP/S compatibile con VMS. Entrambi i sistemi operativi vennero forniti dalla Amdahl Corporation. VSP/M veniva utilizzato con i programmi Fortran mentre UXP/M veniva utilizzato principalmente con programmi C. Venivano forniti compilatori con ottimizzazioni per vettorializzare i programmi per entrambi i linguaggi.
Come molte altre compagnie Fujitsu decise di basare i suoi nuovi supercomputer sul parallelismo massivo e la famiglia VP2000 non fu venduta a lungo, sebbene furono vendute più di 100 unità.